# Robbie Bina
Pour les articles homonymes, voir Bina (homonymie).
Robbie Bina (né le 4 janvier 1983 à Grand Forks, dans l'état du Dakota du Nord aux États-Unis) est un joueur professionnel américain de hockey sur glace qui évolue en position de défenseur.

## Biographie
Robbie Bina commence sa carrière en 2001 avec les Bobcats de Bismark de l'America West Hockey League avant de rejoindre les Stars de Lincoln de la United States Hockey League la saison suivante. Premiers de la saison régulière, les Stars remportent ensuite la coupe Clark de champion des séries éliminatoires. À partir de 2003-2004, il joue pour les Fighting Sioux du Dakota du Nord dans le championnat universitaire américain, la National Collegiate Athletic Association. En 2005, au cours de la demi-finale de la Western Collegiate Hockey Association contre les Pioneers de Denver, Bina est gravement blessé. Alors qu'il s'approche du palet pour arrêter le jeu suivant un appel différé de pénalité à l'encontre de son équipe, il est chargé dans le dos par Geoff Paukovich et est projeté dans les bandes, se cassant le cou. Il subit une intervention chirurgicale pour une vertèbre brisé, l'éloignant de la compétition pour le reste de la saison. Suivant une année sans jouer, il retourne dans l'effectif des Fighting Sioux en 2006-2007 et aide son équipe à atteindre pour la troisième année consécutive le tournoi final de la NCAA, le Frozen Four. Il est nommé au sein de l'équipe All-Academic de l'association. Il joue une dernière saison avec les Fighting Sioux, participant de nouveau aux finales nationales et recevant une seconde mention All-Academic,.
Durant l'été 2008, il signe son premier contrat professionnel avec l'organisation des Oilers d'Edmonton, un contrat d'un an à deux volets l'assignant aux deux clubs-école de l'équipe, les Falcons de Springfield de la Ligue américaine de hockey (LAH) et le Thunder de Stockton de l'ECHL. Il partage son temps entre ces deux équipes, enregistrant huit avec chacune d'elles, et retrouve Paukovich dans l'effectif du Thunder avec lequel il devient ami. Un agent libre, il rejoint les Wranglers de Las Vegas de l'ECHL avant la saison 2009-2010. Placé dans un rôle plus offensif, il améliore ses statistiques, avec 18 points en 17 parties au début du calendrier. Il est alors mis à l'essai par le Rampage de San Antonio de la LAH, mais après seulement deux rencontres disputées, il est libéré de son engagement. De retour en ECHL, il est retenu dans l'alignement de départ de l'équipe de l'Association Nationale pour le Match des étoiles de la ligue. Il n'y participe finalement pas, quittant pour l'Europe où il signe avec les Stavanger Oilers de la GET-ligaen, l'élite du hockey en Norvège,.
Suivant la fin de la saison régulière à l'issue de laquelle les Oilers terminent troisièmes, Bina réalise 4 buts et 16 passes pour 20 points durant les séries, le classant deuxième marqueur de ligue à une longueur de son coéquipier Martin Strandfeldt. Stavanger élimine Lørenskog IK puis les Sparta Warriors avant de venir à bout en finale de Vålerenga en six parties et s'adjuger son premier titre de champion. Bina est désigné meilleur joueur des séries et est également dans l'équipe d'étoiles de la saison. Bien que les Oilers lui aient proposé de prolonger son contrat, il décide de signer avec les Wolfsburg Grizzly Adams de la Deutsch Eishockey Liga, le championnat d'Allemagne.

## Trophées et honneurs personnels
- 2002-2003 : champion de la coupe Clark avec les Stars de Lincoln
- 2006-2007 : équipe All-Academic de la WCHA
- 2007-2008 : équipe All-Academic de la WCHA
- 2009-2010 : 
  - champion de Norvège avec les Stavanger Oilers
  - meilleur joueur des séries de la GET-ligaen
  - équipes d'étoiles de la GET-ligaen

## Statistiques
| Saison    | Équipe                              | Ligue      |    | Saison régulière | Saison régulière | Saison régulière | Saison régulière | Saison régulière | Saison régulière |   | Séries éliminatoires | Séries éliminatoires | Séries éliminatoires | Séries éliminatoires | Séries éliminatoires | Séries éliminatoires |
| Saison    | Équipe                              | Ligue      | PJ | B                | A                | Pts              | Pun              | +/-              | PJ               | B | A                    | Pts                  | Pun                  | +/-                  |                      |                      |
| 2001-2002 | Bobcats de Bismark                  | AWHL       | 54 | 7                | 14               | 21               | 27               |                  |                  |   |                      |                      |                      |                      |                      |                      |
| 2002-2003 | Stars de Lincoln                    | USHL       | 34 | 4                | 9                | 13               | 29               | +7               | 10               | 0 | 6                    | 6                    | 6                    | 1                    |                      |                      |
| 2003-2004 | Fighting Sioux du Dakota du Nord    | NCAA       | 31 | 1                | 7                | 8                | 6                |                  |                  |   |                      |                      |                      |                      |                      |                      |
| 2004-2005 | Fighting Sioux du Dakota du Nord    | NCAA       | 32 | 0                | 9                | 9                | 8                |                  |                  |   |                      |                      |                      |                      |                      |                      |
| 2006-2007 | Fighting Sioux du Dakota du Nord    | NCAA       | 43 | 10               | 22               | 32               | 46               | +6               |                  |   |                      |                      |                      |                      |                      |                      |
| 2007-2008 | Fighting Sioux du Dakota du Nord    | NCAA       | 43 | 2                | 23               | 25               | 42               | +13              |                  |   |                      |                      |                      |                      |                      |                      |
| 2008-2009 | Falcons de Springfield              | LAH        | 32 | 1                | 7                | 8                | 30               | -18              |                  |   |                      |                      |                      |                      |                      |                      |
| 2008-2009 | Thunder de Stockton                 | ECHL       | 28 | 1                | 7                | 8                | 26               | -2               | 14               | 2 | 4                    | 6                    | 8                    |                      |                      |                      |
| 2009-2010 | Wranglers de Las Vegas              | ECHL       | 27 | 5                | 17               | 22               | 26               | +4               |                  |   |                      |                      |                      |                      |                      |                      |
| 2009-2010 | Rampage de San Antonio              | LAH        | 2  | 0                | 1                | 1                | 0                | 0                |                  |   |                      |                      |                      |                      |                      |                      |
| 2009-2010 | Stavanger Oilers                    | GET-ligaen | 10 | 2                | 3                | 5                | 4                | +2               | 18               | 4 | 16                   | 20                   | 4                    | 6                    |                      |                      |
| 2010-2011 | EHC Wolfsburg Grizzly Adams         | DEL        | 52 | 2                | 18               | 20               | 48               | +1               | 9                | 0 | 2                    | 2                    | 4                    | +4                   |                      |                      |
| 2011-2012 | EHC Wolfsburg Grizzly Adams         | DEL        | 52 | 4                | 19               | 23               | 22               | +25              | 4                | 0 | 0                    | 0                    | 2                    | 0                    |                      |                      |
| 2012-2013 | EHC Wolfsburg Grizzly Adams         | DEL        | 52 | 6                | 14               | 20               | 28               | -2               | 12               | 1 | 2                    | 3                    | 0                    | 3                    |                      |                      |
| 2013-2014 | EHC Wolfsburg Grizzly Adams         | DEL        | 51 | 3                | 15               | 18               | 57               | +9               | 11               | 1 | 2                    | 3                    | 6                    | +3                   |                      |                      |
| 2014-2015 | EHC Wolfsburg Grizzly Adams         | DEL        | 46 | 11               | 12               | 23               | 40               | -9               | 4                | 0 | 2                    | 2                    | 2                    | +2                   |                      |                      |
| 2015-2016 | Grizzlys Wolfsburg                  | DEL        | 51 | 11               | 9                | 20               | 30               | +9               | 13               | 1 | 2                    | 3                    | 10                   | +3                   |                      |                      |
| 2016-2017 | Grizzlys Wolfsburg                  | DEL        | 24 | 6                | 5                | 11               | 18               | +3               | 15               | 1 | 4                    | 5                    | 6                    | 0                    |                      |                      |
| 2017-2018 | Grizzlys Wolfsburg                  | DEL        | 36 | 3                | 11               | 14               | 8                | -5               | 4                | 1 | 0                    | 1                    | 0                    | -1                   |                      |                      |
| 2018-2019 | Associazione Sportiva Asiago Hockey | Alps HL    | 13 | 2                | 7                | 9                | 12               | 17               | 4                | 1 | 0                    | 1                    | 2                    | -1                   |                      |                      |
| 2018-2019 | Associazione Sportiva Asiago Hockey | Série A    | 4  | 1                | 2                | 3                | 0                | 3                | -                | - | -                    | -                    | -                    | -                    |                      |                      |